# Набережная реки Монастырки
На́бережная реки́ Монасты́рки — набережная в Центральном районе Санкт-Петербурга. Проходит вдоль реки Монастырки за 2-й Лаврский мост.

## История
Первоначально набережная шла по обеим берегам Монастырки, исключая участок правого берега от Невы до 1-го Лаврского моста. Название получила 16 апреля 1887 года. Участок правого берега вдоль Митрополичьего сада Александро-Невской лавры был упразднён 4 мая 1915 года. Набережная правого берега обрела свои современные границы в 1929 году, тогда же был упразднён левобережный участок от поворота до Атаманской улицы, при этом участок до Обводного канала вошёл в состав улицы. Оставшаяся часть набережной по левому берегу упразднена в 1950-х годах.
Высокие берега Монастырки часто размывались и первоначально укреплялись забивкой деревянных свай с забирными стенками. Капитальное укрепление берегов реки низкой банкетной стенкой из облицованных гранитом железобетонных блоков на высоком свайном ростверке с железобетонным шпунтом и одним рядом свай было осуществлено лишь в 1963—1965 годах (проект инженера Е. Е. Розенфельда) в связи со строительством моста Александра Невского. В 1973 году были построены участки низкой набережной между 1-м Лаврским и Монастырским мостами и на территории древообделочного завода имени Халтурина на правом берегу. У 1-го Лаврского моста на левом берегу с низовой стороны построена высокая вертикальная подпорная стенка длиной 13 м, поддерживающая транспортный проезд вдоль реки.

## Здания и сооружения
- д. 1 — Свято-Троицкая Александро-Невская лавра; Никольское кладбище; Санкт-Петербургское епархиальное управление; Свято-Троицкий собор; детская монастырская школа
- д. 1/186 — Свято-Иоанновские богословско-педагогические курсы
- д. 1А — городская станция переливания крови (донорский отдел)
- дома 3—6 — комплекс зданий бывшей пересыльной тюрьмы (архитектор А. О. Томишко), ныне на территории НПО ЦКТИ им. И. И. Ползунова
  - д. 3 — ЗАО «НевДорСтрой»

## Транспорт
- Автобус № 58
- Метро: Площадь Александра Невского (250 м)
- Железнодорожный транспорт: Московский вокзал (1400 м), Навалочная (1300 м)

## Пересекается со следующими улицами
- Лаврский проезд